# Thomas Stanley Westoll
Thomas Stanley Westoll (3 juillet 1912 - 19 septembre 1995) est un géologue britannique et le chef de longue date du département de géologie de l'Université de Newcastle.

## Formation et carrière
Il est né à West Hartlepool, fils d'Horace Stanley Raine Westoll. Il fait ses études à la West Hartlepool Grammar School. Il étudie ensuite les sciences grâce à une bourse à l'Université de Durham, se spécialisant en géologie et en paléontologie, obtenant un baccalauréat ès sciences en 1932.
Poursuivant ses études de troisième cycle, il obtient son premier doctorat (PhD) en 1934 à partir de recherches sur les poissons du Permien. En 1937, il commence à enseigner la géologie et la minéralogie à l'université d'Aberdeen, son principal intérêt étant l'étude des poissons fossiles. En 1943, il est élu Fellow de la Royal Society of Edinburgh avec comme proposants Robert MacFarlane Neill, Thomas Phemister, Ernest Cruickshank et James Robert Matthews. L'Université d'Aberdeen lui décerne son deuxième doctorat (DSc).
En 1948, il quitte Aberdeen pour retourner en Angleterre en tant que professeur de géologie à l'Université de Newcastle, y restant jusqu'à sa retraite en 1977. À la retraite, il reste chercheur.
Il est élu membre de la Royal Society en mars 1952. Il est membre du conseil de la Royal Society et, de 1972 à 1974, président de la Geological Society of London.
Il est décédé à Newcastle upon Tyne le 19 septembre 1995.
Il se marie deux fois : d'abord en 1939 avec Dorothy Cecil Isobel Wood, puis, après un divorce en 1951, en 1952, il épouse Barbara Swanson McAdie.

## Recherches
Ses intérêts de recherche sont très variés, mais il est surtout connu pour ses travaux sur l'évolution des poissons. Le développement du membre tétrapode et les problèmes avec la frontière Silurien - Dévonien sont quelques-uns des sujets qui l'occupaient. Tout au long d'une longue carrière universitaire, il apporte des contributions énergiques et importantes dans ces domaines et dans d'autres.

## Ouvrages
- Études sur les vertébrés fossiles (1958)
- Géologie de l'URSS (1973)